# Jorge Hirsch
Jorge E. Hirsch (Buenos Aires, 1953) é um físico argentino.